# Blaize (Grenada)
Blaize ist eine Siedlung im Parish Saint Andrew im Osten von Grenada.

## Geographie
Die Siedlung liegt im Inselinnern am Nordosthang des Mount Saint Catherine, zwischen Paraclete im Süden und Carrière im Norden.
Eine Sehenswürdigkeit ist der Wasserfall Paraclete Waterfall am Osthang des Barique.
Zur Küste hin, im Osten liegen Hermon und Moya.